# Onofre de Rocabertí
Onofre de Rocabertí (mort el gener de 1483) fou un noble català, baró de Verges. Era fill de Martí Joan de Rocabertí i Beatriu de Cruïlles. El 1465 a la mort del seu pare en el Setge de la Bisbal, la branca vescomtal dels Rocabertí van intentar de nou recuperar la baronia de Verges, com ja ho havien intentat amb el seu pare. Amb tot, Onofre va comptar amb l'ajuda dels Rocabertí de Cabrenys i va poder mantenir la baronia sota la protecció de Bernat Hug de Rocabertí.
Onofre de Rocabertí va participar en les campanyes del Rosselló, un cop acabada la Guerra Civil Catalana i un cop es va acabar segurament es va traslladar a Montsó on fou procurador de Bernat Hug a finals de la dècada de 1470 fins a la seva mort. Durant aquest temps va haver de fer front a diversos actes de pillatge a la seva baronia, amb unes partides que es refugiaven al castell d'Albons.
Va ser cridat per jurar el nou rei Ferran el Catòlic a Barcelona el 1479 i va participar en les corts que van tenir lloc un any després.
Se sap que va morir el gener de 1473 segurament a Montsó, on tenia la seva residència.

## Núpcies i descendència
Es va casar amb Constança d'Hoz i va tenir una única filla, Joana, que era molt petita quan va morir.